# Наама (місто)
Наама (араб. النعامة) — місто в південно-західній частині Алжиру, адміністративний центр вілаєту Наама в Алжирі..
Список поштових індексів в Алжирі — 45000. Код міста — 4501. Телефонний код — 049 національний, або +213 49 міжнародний.

## Географія
Місто розташоване у східній частині вілайї, на високогірному плато, на висоті 1176 метрів над рівнем моря.

Наама знаходиться на відстані приблизно 490 км на південний захід від столиці Алжиру Алжир.

## Демографія
За даними перепису населення станом на 2008 рік населення Алжиру складало 16251 особу.
Динаміка чисельності населення міста по рокам:
| 1977 | 1987  | 1998  | 2008   | 2012   |
| ---- | ----- | ----- | ------ | ------ |
| 997  | 2 374 | 8 184 | 16 251 | 21 844 |